# ماريا بوك
ماريا بوك (بالنرويجية: Maria Bock)‏ (و. 1978 – م) هي ممثلة من النرويج. ولدت في هامرفست.

## وصلات خارجية
- ماريا بوك على موقع IMDb (الإنجليزية)
- ماريا بوك على موقع ألو سيني (الفرنسية)
- ماريا بوك على موقع أول موفي (الإنجليزية)
- ماريا بوك على موقع قاعدة بيانات الأفلام السويدية (السويدية)
- ماريا بوك على موقع قاعدة بيانات الفيلم (الإنجليزية)
- ماريا بوك على موقع كينوبويسك (الروسية)